# Evius albicollis
Evius albicollis är en fjärilsart som beskrevs av Walker 1865. Evius albicollis ingår i släktet Evius och familjen björnspinnare. Inga underarter finns listade i Catalogue of Life.